# Авдеев, Александр Вячеславович
Александр Вячеславович Авдеев (род. 1 апреля 1980, Котовск, Тамбовская область) — российский футболист, защитник.

## Карьера
На взрослом уровне дебютировал в моршанском «Строителе». Затем выступал за ряд клубов второго дивизиона. В 2003 году находился в составе пермского «Амкара», который в том сезоне победил в первом дивизионе, но не провёл ни одной игры. В сезоне 2004/2005 сыграл 10 матчей в премьер-лиге Азербайджана за бронзового призёра чемпионата «Карван». После возвращения в Россию продолжил выступать во втором дивизионе. Завершил карьеру в 2010 году в тамбовском «Спартаке».

## Достижения
- Бронзовый призёр чемпионата Азербайджана: 2004/2005
- Серебряный призёр «Урал-Поволжье» второго дивизиона: 2009